# Marinko Rokvić
Marinko Rokvić, serb. Маринко Роквић (ur. 27 stycznia 1954 w Bosanskim Petrovacu, zm. 6 listopada 2021 w Belgradzie) – serbski piosenkarz.

## Biografia
Marinko Rokvić urodził się 27 stycznia 1954 roku w Bosanskim Petrovacu, w dawnej Jugosławii (dzisiejsza Bośnia i Hercegowina) i dorastał w etnicznej serbskiej rodzinie rolniczej we wsi Kolunić. Grając na akordeonie, od najmłodszych lat przejawiał zamiłowanie do muzyki. Rokvić ostatecznie przeniósł się do Belgradu, aby uczęszczać do liceum elektrotechnicznego.
Zaczął występować po ukończeniu szkoły średniej i wydał swoją debiutancką płytę w 1974 roku. Jednak Rokvić zyskał rozgłos trzy lata później, po swoim pierwszym występie na Festiwalu Muzyki Ludowej Ilidža. Jego debiutancki album, zatytułowany Ruža, został wydany w 1981 roku w ramach PGP-RTB. Z biegiem lat stał się jednym z najpopularniejszych serbskich śpiewaków ludowych. Jego wydanie z 1983 roku, Da volim drugu ne mogu, zostało sprzedane w około 600 000 egzemplarzy. W następnym roku wystąpił także w popularnym serialu telewizyjnym Kamiondžije ponovo voze. Marinko Rokvić wydał w sumie dwadzieścia jeden albumów studyjnych i miał wiele hitów, w tym Skitnica, Svađalice mala, Potražiću oči moja zelenije, Zanela me svetla velikog grada, Polomio vetar grane, Da volim drugu ne mogu, Jedina moja, Ti za ljubav nisi rođena, LJubav stara srce para i Tri u jednoj. W 1993 roku zdobył nagrodę „Zlatni Melos”, a w 2019 roku otrzymał nagrodę Life Achievement Award przyznaną przez Związek Serbskich Artystów Muzycznych.
Poślubił swoją żonę Slavicę w styczniu 1985 roku. Para miała dwóch synów, Nikolę i Marko Rokviciów, którzy są również znanymi śpiewakami. Rokvić miał również trzeciego syna o imieniu Dario, z innego związku.
6 listopada 2021 Rokvić zmarł na raka trzustki w wieku 67 lat.